# エスピーボーン
株式会社エスピーボーン（英文社名：SP-BORN INC.）は、東京都港区に本社を置くテレビ番組、映画、CMに関する制作を行うプロダクション。

## 沿革・概要
- 2002年11月15日 - 制作プロダクション「オフィスぼくら」に所属していたスタッフを中心に結成し設立。

## 制作

### レギュラー番組・特番
テレビ朝日
- あざとくて何が悪いの?
- THE 世代感
- M:ZINE
- おしょうバズTV
- 孝太郎＆ちさ子 プラチナファミリー
- Z世代の知らない！昭和レジェンド図鑑

CS放送日テレプラス
- 鉄道発見伝

### 過去のレギュラー番組
テレビ朝日
- ウラ撮れちゃいました
- あいつ今何してる?
- さまぁ〜ず論
- お願い!ランキング
- 今夜、誕生!音楽チャンプ
- 関ジャニ∞のTheモーツァルト 音楽王No.1決定戦
- 県索しちゃいました
- 裸の少年
- お坊さんバラエティ ぶっちゃけ寺

テレビ東京
- 元祖!でぶや
- debuya

日本テレビ
- 見破れ!!トリックハンター

### 過去の特番
テレビ朝日
- 志村&所の戦うお正月
- 志村けん聞録
- 183村秘境旅〜こんな田舎がアルか否か!?〜
- なかなか行けないニッポンの秘境!スター野宿旅!!

日本テレビ
- 鉄道芸人プレゼンツ　なるほど!感動!鉄道スクール
- 天国と地獄ツアー2010 in 香港 ～絶品グルメか恐怖の珍品料理か人気俳優が真剣勝負!～
- 怪答紳士
- 森公美子のゴージャスガールズ 女の胃袋満タンツアー 福岡・佐賀編
- 世界最大!驚異の超人＆動物サーカス軍団来襲!奇跡のスゴ技大公開 これがボリショイサーカスだ！

テレビ東京
- 志村&白鵬のすごいんでないの
- 志村けんと行く!勝手にドッキリ感動旅!
- 石塚英彦&パパイヤ 大東京!秘密の裏メニュー食べまくり大作戦

関西テレビ
- 伝説の母ちゃん

BS12
- 鉄道の国から～あなたの知らない鳥取～

### スタッフ協力番組
テレビ朝日
- テレビ千鳥
- ミュージックステーション

### 映画（劇場公開作品）
- ひいろ
- しの〜SHINO〜
- 手紙
- 雪月花